# 5 Mazowiecka Brygada Obrony Terytorialnej
5 Mazowiecka Brygada Obrony Terytorialnej im. ppor. Mieczysława Dziemieszkiewicza, ps. „Rój” (5 MBOT) – związek taktyczny Wojsk Obrony Terytorialnej Wojska Polskiego.

## Struktura organizacyjna
Struktura w 2019 :
- Dowództwo Brygady – Ciechanów
- kompania dowodzenia – Ciechanów
- kompania logistyczna – Ciechanów
- kompania saperów – Ciechanów
- kompania szkolna – Ciechanów
- kompania wsparcia – Ciechanów
- 51 batalion lekkiej piechoty – Ciechanów
- 52 batalion lekkiej piechoty – Komorowo
- 53 batalion lekkiej piechoty – Siedlce
- 54 batalion lekkiej piechoty – Zegrze Południowe

## Tradycje

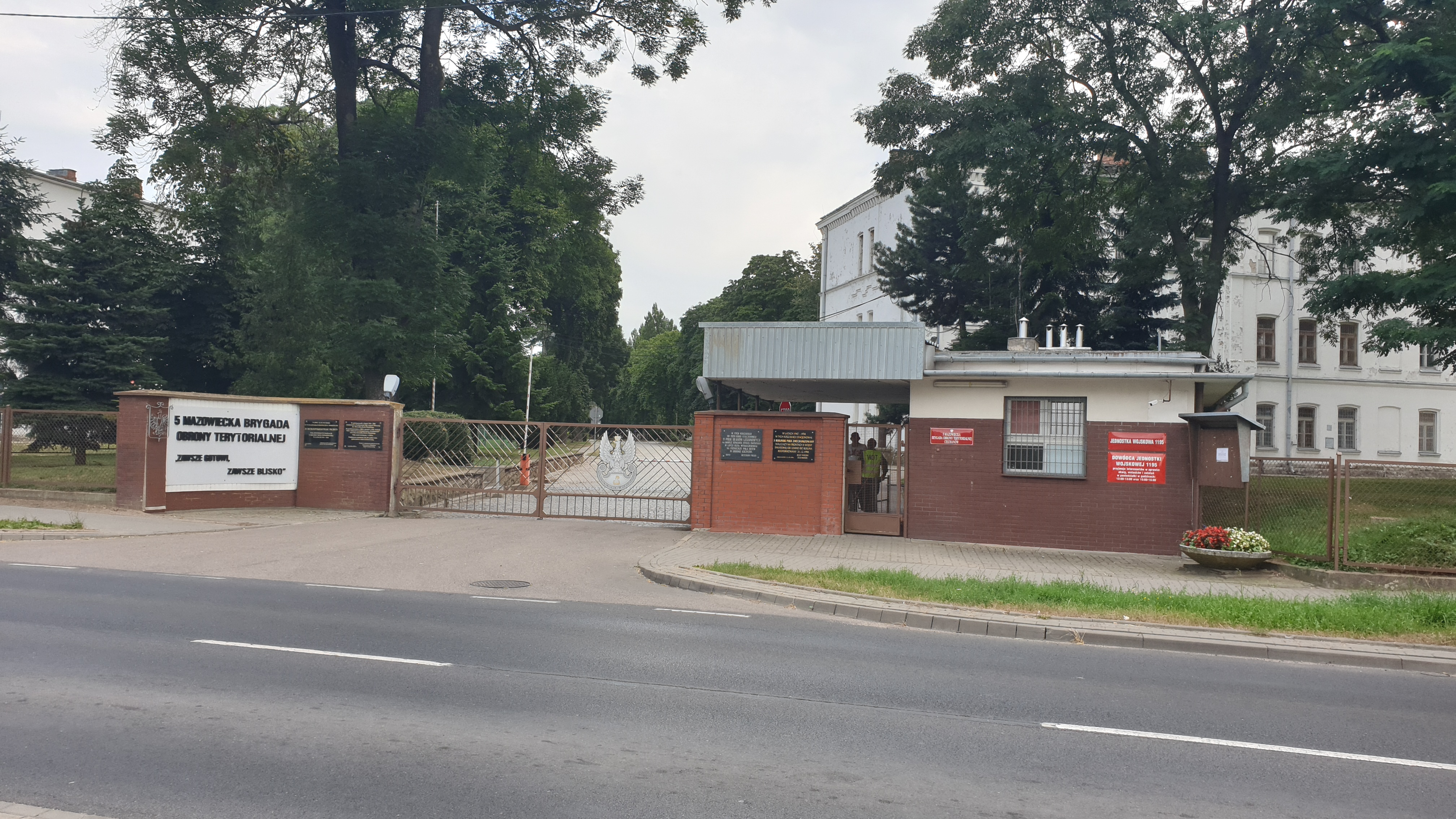
Ciechanów. Dowództwo 5 MBOT

Decyzją nr 16/MON Ministra Obrony Narodowej z dnia 28 lutego 2018, brygada przyjęła wyróżniającą nazwę „Mazowiecka” i otrzymała imię st. sierż. Mieczysława Dziemieszkiewicza, ps. „Rój”.
Decyzją nr 74/MON Ministra Obrony Narodowej z dnia 25 maja 2021, brygada otrzymała imię ppor. Mieczysława Dziemieszkiewicza, ps. „Rój” (pośmiertny awans).

Insygnia
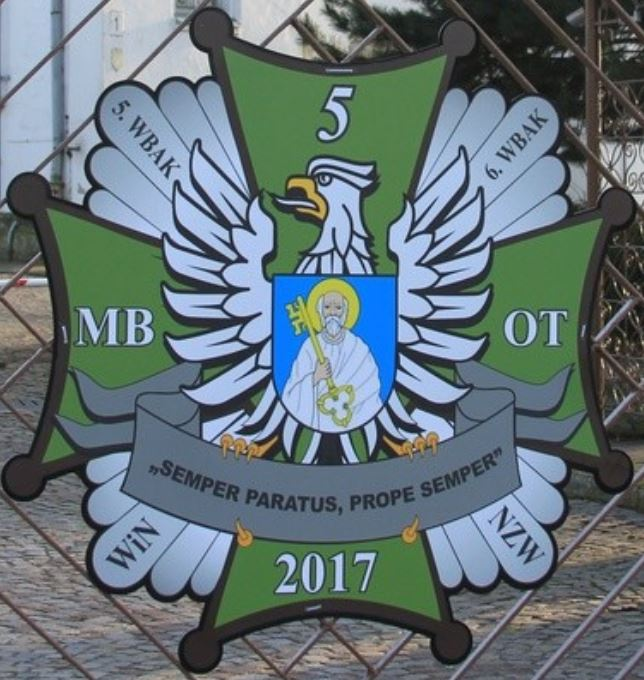
Nieformalna odznaka (2018)
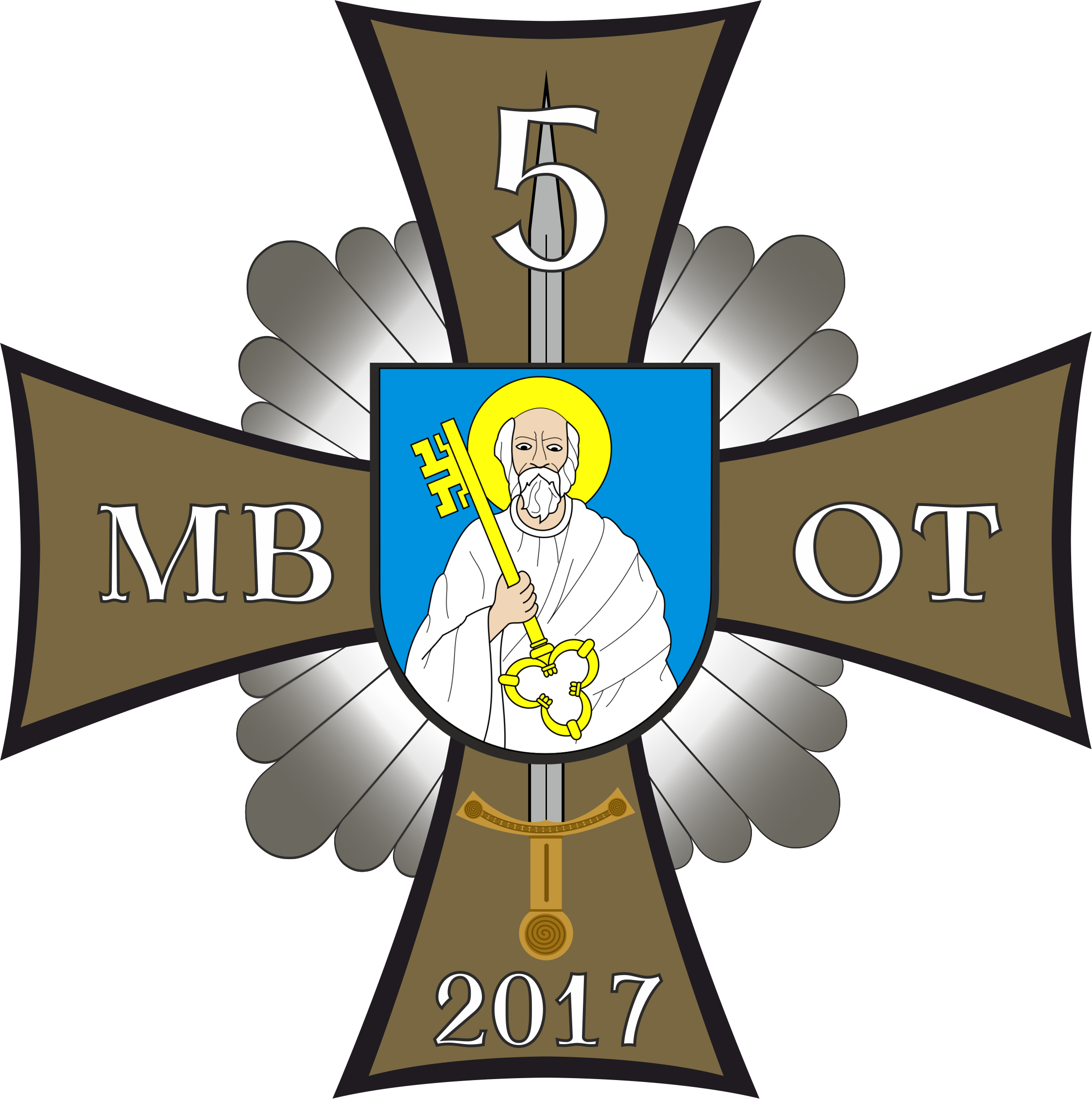
Odznaka pamiątkowa (zatwierdzona oficjalnie w 2021)
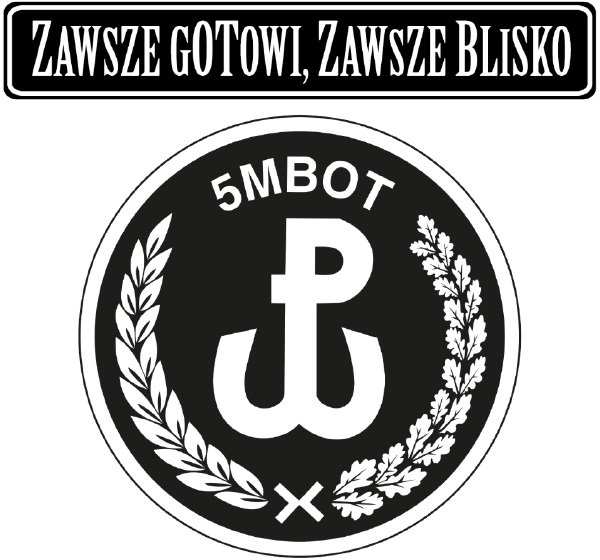
Oznaka rozpoznawcza na mundur wyjściowy
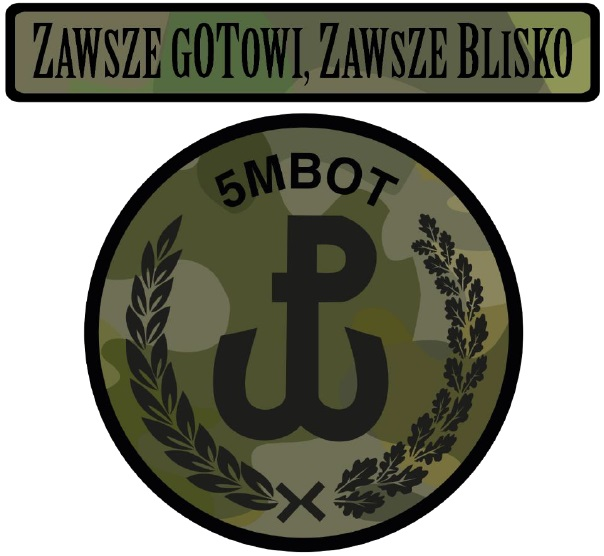
Oznaka rozpoznawcza na mundur polowy

## Dowódcy brygady
- płk Andrzej Wasielewski (22.05.2017–30.04.2020)[6]
- płk Mieczysław Gurgielewicz  (01.05.2020–17.11.2022)
- płk dr Paweł Lech (01.12.2022–obecnie)[7]